# Euxoa terrestris
Euxoa terrestris là một loài bướm đêm trong họ Noctuidae.